# Cerro-Amate
Cerro-Amate és un dels onze districtes en què està dividida a efectes administratius la ciutat de Sevilla, capital de la comunitat autònoma d'Andalusia, en Espanya. Està situat en l'est del municipi. Limita al sud amb el municipi d'Alcalá de Guadaíra i el districte Sur; al nord amb els districtes de Sant Pablo-Santa Justa i Este-Alcosa-Torreblanca, districte aquest últim amb el qual també limita a l'est; i a l'oest amb el districte Nervión

## Barris
- Amate
- Juan XXIII
- Los Pájaros
- Rochelambert
- Santa Aurelia-Cantábrico-Atlántico-La Romería
- Palmete
- El Cerro
- La Plata[1]